# Foguera

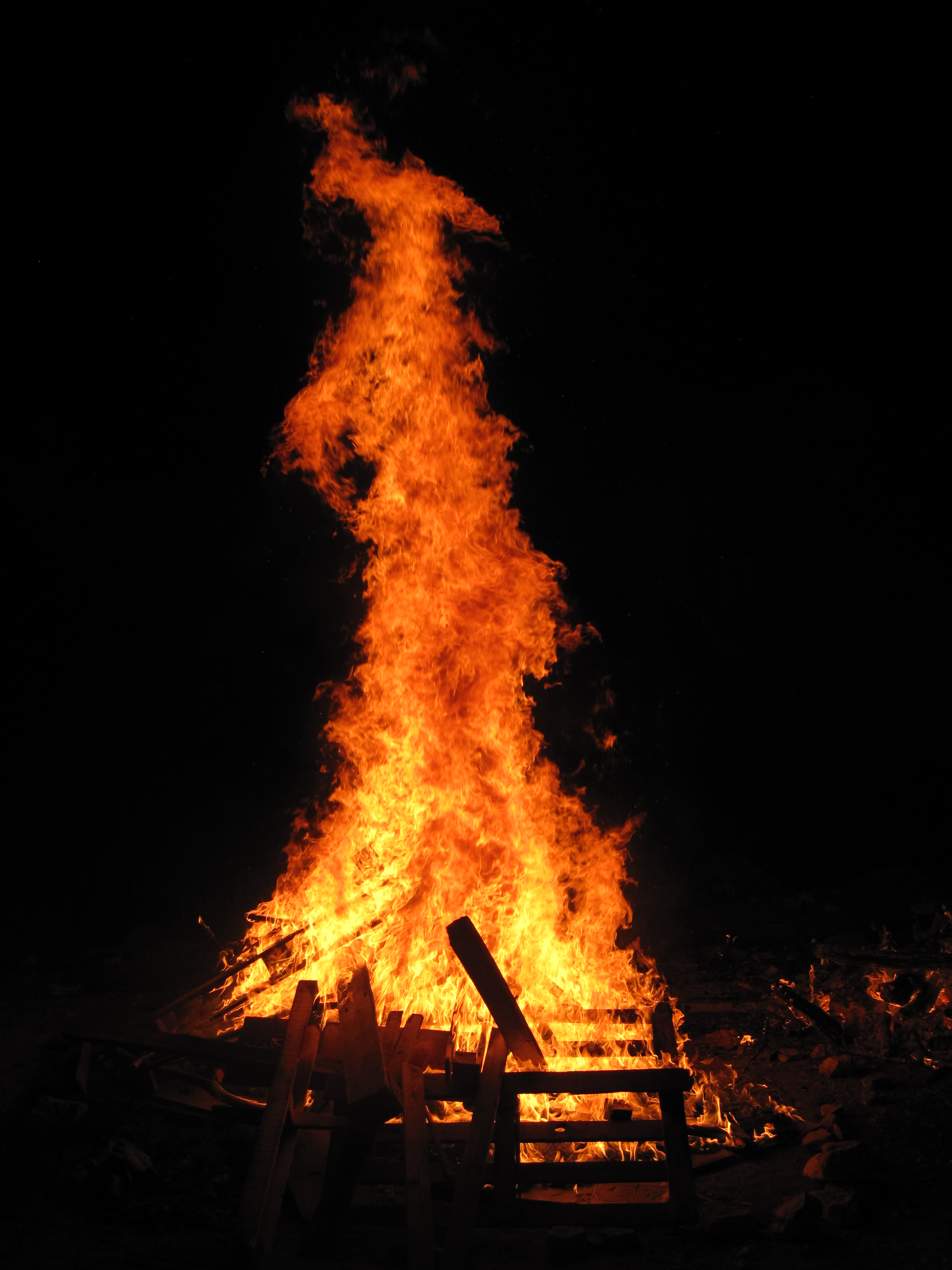
Foguera típica de la celebració jueva de Lag Ba'omer

Una foguera, fogueró, foc o pira és un foc mantingut voluntàriament per escalfar-se, cuinar, dur a terme execucions o celebrar ritus i determinades festes. Del darrer cas n'és un exemple la Nit de Sant Joan amb multitud de fogueres i falles als Països Catalans. Aquesta tradició, en la qual s'encenen pires amb la Flama del Canigó, és una celebració hereva de les festivitats en honor del solstici d'estiu celebrades per celtes i romans; o a Anglaterra el 5 de novembre es rememora la Bonfire Night, la Nit de les Fogueres, on se simula que es crema a la foguera el conspirador anglès Guy Fawkes, que va voler volar amb pólvora el Parlament).

## La foguera com a mètode d'execució

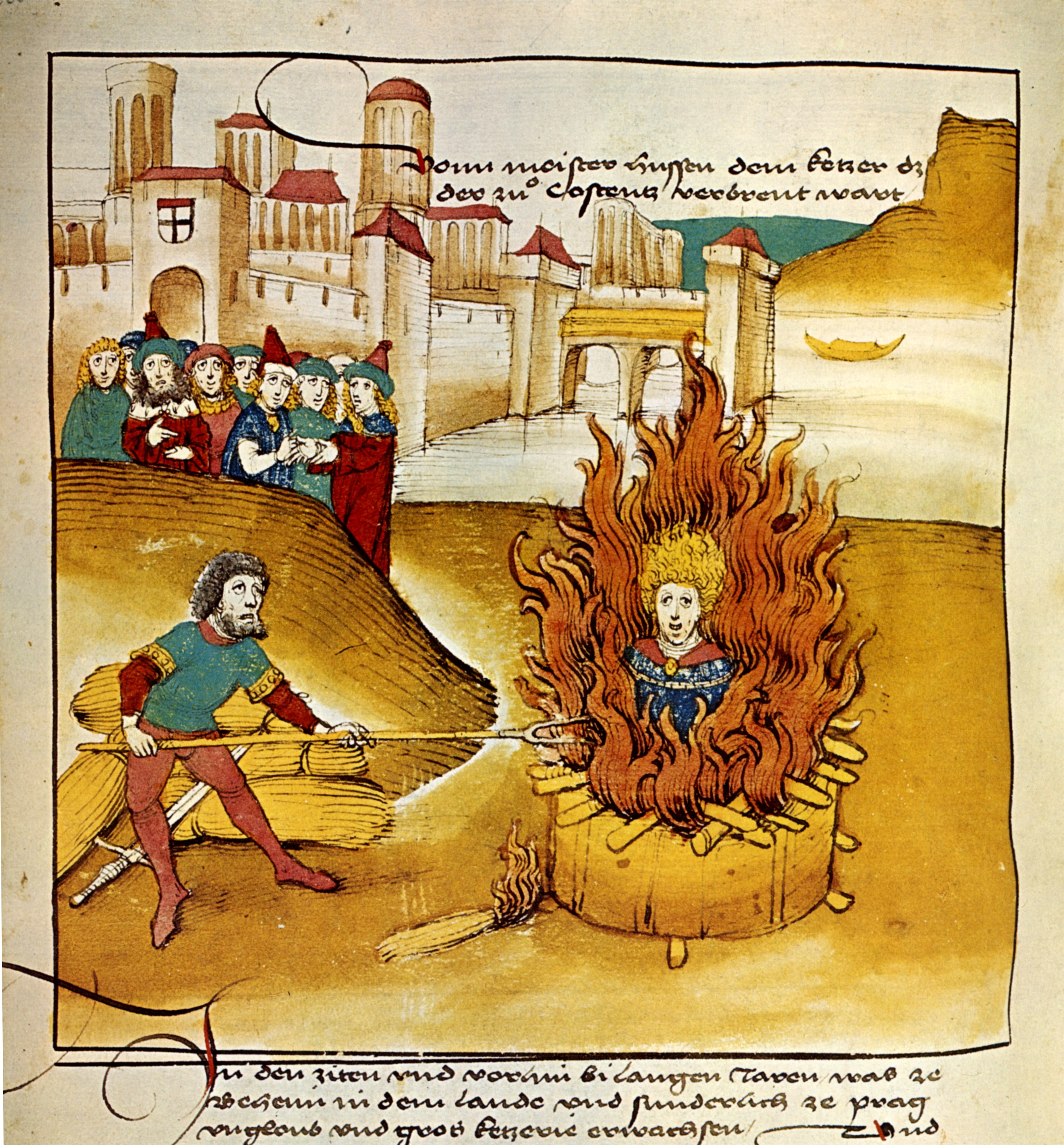
Execució de Jan Hus el 1485 cremat a la foguera (Spiez Schilling, 1485)

La foguera també és un mètode d'execució que consisteix a cremar viu el condemnat en una foguera. A causa del temps que tarda el condemnat a morir, la foguera es converteix en un mètode d'execució molt dolorós.
Aquesta forma d'execució està molt relacionada amb execucions per motius religiosos, atesa la idea de purificació que s'ha atorgat històricament al foc. Se sap que pobles com els celtes utilitzaven el foc per fer sacrificis humans, així com molts altres pobles indígenes.
També la Santa Inquisició va utilitzar el foc com a forma de condemnar la bruixeria o l'heretgia. Una de les executades per aquesta via més famoses va ser Joana d'Arc.
No obstant això, en nombroses ocasions el reu o la víctima de la foguera no moria per contacte directe amb el foc, sinó per l'asfíxia i el subsegüent atac cardíac, o a causa de l'intens fum produït pel foc a la pira en ser respirat contínuament.

## La foguera i la celebració dels solsticis
La foguera s'ha emprat al llarg de la història en moltes celebracions rituals, sobretot les relacionades amb l'arribada dels solsticis des de temps preromans. Com a exemples, els esmentats focs de la nit de Sant Joan per celebrar el solstici d'estiu, o les anomenades Hogueras de los Quintos en alguns llocs de Castella (Robledo de Chavela, Olombrada) per Cap d'Any, per celebrar el solstici d'hivern.